# Shah Alam
Shah Alam ist die Hauptstadt des malaysischen Bundesstaates Selangor. Das Stadtzentrum liegt ungefähr 16 km südwestlich von Kuala Lumpur. Nach der Volkszählung von 2011 lebten fast 650.000 Menschen in Shah Alam.

## Lage
Die Stadt liegt im Distrikt Petaling teilweise im Distrikts Klang. Sie grenzt im Osten an die Städte Subang Jaya und Petaling Jaya, im Westen an den Distrikt Klang mit der Stadt Klang. Die Bezirke Kuala Selangor und Selayang befinden sich nördlich und im Süden befindet sich der Distrikt Kuala Langat. Der Fluss Klang bildet hier ein Tal, in dem die Stadt liegt. In einer Entfernung von etwa 10 km befindet sich der Sultan Abdul Aziz Shah Airport in Subang. Die Stadt liegt etwa in der Mitte zwischen Kuala Lumpur und Port Klang.

## Geschichte
Die Stadt wurde 1963 gegründet. Sie erhielt ihren Namen nach Sultan Hisamuddin Alam Shah, dem 1960 verstorbenen Sultan von Selangor.
Vor 1963 war das Gebiet unter dem Namen „Sungai Renggam“ bekannt. Hier befanden sich Petaling Jaya und Bandar Diraja Klang einige Ölpalm- und Gummiplantagen. 1963 wurde hier zunächst ein Verwaltungszentrum eröffnet. Mit Zustimmung des Sultans Salahuddin Abdul Aziz Shah Al-Haj wurde Shah Alam am 7. Dezember 1978 mit einer Fläche von 41,69 km² zur Hauptstadt des bevölkerungsreichsten malaysischen Bundesstaates Selangor, nachdem 1974 die ursprüngliche Hauptstadt Kuala Lumpur aus Selangor ausgegliedert und zum Bundesterritorium erhoben worden war. Zwischenzeitlich übte zunächst Klang die Hauptstadtfunktion aus. Die rasante Entwicklung und wachsende Bedeutung des Ortes führten zu einer Aufwertung des Status. Am 10. Oktober 2000 wurde Shah Alam als 7. Ort in Malaysia zur Stadt (Bandar raya „Großstadt“) erhoben.
Gebietserweiterungen in den Jahren 1983 bis 1997:
- 1983: Sri Muda und Sg Kandis (11,4 km²)
- 1994: Setia Alam, Bukit Jelutong, Subang Airport und Kota Kemuning (208,6 km²)
- 1997: Paya Jaras, teile von Sungai Buloh (28,6 km²)

Shah Alam ist ähnlich strukturiert wie die benachbarten Städte Petaling Jaya und Subang Jaya. Um den Stadtkern reihen sich großflächige Wohngebiete mit Einfamilienhäusern, welche das Stadtgebiet extrem ausdehnen (290,3 km²). Das Stadtgebiet ist in so genannte Seksyens (vom Englischen sections) aufgeteilt. Diese sind nummeriert. Mehrere Bundesautobahnen verlaufen durch Shah Alam, und das gut ausgebaute Straßennetz ermöglicht einen komplikationsarmen Verkehrsfluss. Es ereignen sich deutlich weniger Staus als in der malaysischen Hauptstadt Kuala Lumpur.
Züge des Eisenbahnunternehmens KTM Komuter fahren zwei Stationen im Stadtgebiet Shah Alams an: Shah Alam und Batu Tiga. Um den öffentlichen Personennahverkehr zu verbessern, ist eine Stadtbahn in Planung.
Wichtigstes Unternehmen vor Ort ist der malaysische Automobilhersteller Proton, der in Shah Alam ein großes Werk besitzt. Proton folgten eine Menge anderer, sowohl malaysischer als auch ausländischer Unternehmen und ließen die lokale Wirtschaft, ähnlich wie in ganz Malaysia, aufblühen. Shah Alam gilt als Industriezentrum, ist aber auch für viele Arbeitnehmer, die in Kuala Lumpur arbeiten, als Wohnort attraktiv.
Es gibt zahllose Einkaufszentren mit einer Vielzahl an Geschäften von sowohl nationalen als auch internationalen Firmen. Das Nachtleben Shah Alams bietet trotz der Größe der Stadt, aufgrund des hohen Anteils an Muslimen und der Funktion als Residenz des Sultans, außer Restaurants kaum Ausgehmöglichkeiten. So findet sich beispielsweise kein einziges Kino auf dem Areal der Stadt.
| Jahr | Einwohner |
| ---- | --------- |
| 2000 | 319.612   |
| 2010 | 481.654   |
| 2011 | 646.890   |

## Stadtgliederung

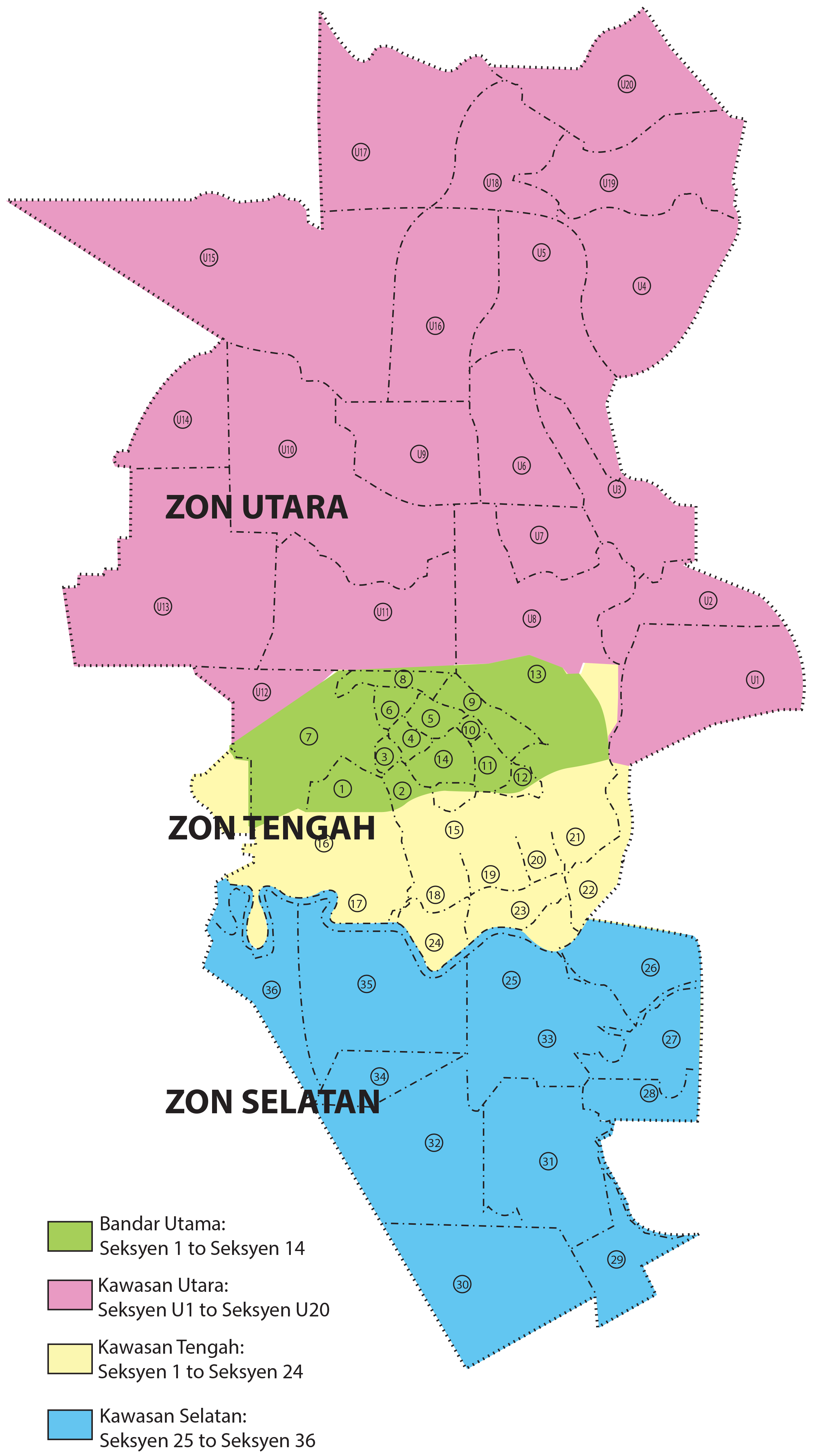
Schematische Stadtgliederung

Das Stadtgebiet ist in vier große Abschnitte unterteilt. Diese sind in kleinere Sektionen gegliedert, deren Straßennamen thematisch geordnet sind.
| Sektion                                   | Bezeichnung |
| Kawasan Utara U1 – U20 (nördliche Region) | Kawasan Utara U1 – U20 (nördliche Region)                                                                            |
| ----------------------------------------- | --- |
| U1                                        | Glenmarie – kerjaya (Karriere)                                                                                       |
| U2                                        | Taman TTDI Jaya – kesusasteraan (Literatur)                                                                          |
| U3                                        | Subang Skypark-Flughafen Sultan Abdul Aziz Shah und Taman Subang Perdana                                             |
| U4                                        | Kwasa Sentral und Kwasa Damansara                                                                                    |
| U5                                        | Bandar Pinggiran Subang, Subang Pelangi und Subang Mahsing – alam semesta (das Universum)                            |
| U6                                        | RMAF/TUDM Subang |
| U8                                        | Bukit Jelutong – bahagian-bahagian dalam rumah (Teile des Hauses)                                                    |
| U9                                        | Sunway Kayangan – warna (Farben)                                                                                     |
| U10                                       | Alam Budiman und Puncak Perdana – pulau-pulau yang terdapat di negeri Selangor (Inselnamen in Selangor)              |
| U11                                       | Bukit Bandaraya – gunung-gunung yang terdapat di Selangor (Berge Selangors)                                          |
| U12                                       | Desa Alam und Cahaya Alam – Ulam-ulaman (Kräuterpflanzen)                                                            |
| U13                                       | Setia Alam |
| U14                                       | Greenhill Residence                                                                                                  |
| U15                                       | Puncak Alam |
| U16                                       | Taman Bukit Subang, Denai Alam und City of Elmina – Sains dan Biologi (Wissenschaft und Biologie)                    |
| U17                                       | Aman Putri |
| U18                                       | Paya Jaras |
| U19                                       | Paya Jaras und Kampung Baru Sungai Buloh                                                                             |
| U20                                       | Bandar Baru Sungai Buloh, Kelab Rahman Putra Malaysia und Bukit Rahman Putra Sektion 1-6                             |
| Bandar Utama 1–14 (Hauptstadtgebiet)      | |
| 1                                         | Universiti Teknologi MARA – Pendidikan (Technische Universität MARA – Ausbildung)                                    |
| 2                                         | jenis bunga (Blumenarten)                                                                                            |
| 3                                         | jenis pokok (Baumarten)                                                                                              |
| 4                                         | jenis buah-buahan (Fruchtarten)                                                                                      |
| 5                                         | pentadbiran (Verwaltung)                                                                                             |
| 6                                         | jenis burung (Vogelarten)                                                                                            |
| 7                                         | i-City und Universität Selangor – jenis permata dan galian (Edelsteine und Mineralien)                               |
| 8                                         | bentuk muka bumi (Gestalt der Erde)                                                                                  |
| 9                                         | Kesultanan Melayu Selangor (Sultanat Selangor)                                                                       |
| 10                                        | jenis pakaian (Kleiderarten)                                                                                         |
| 11                                        | kebudayaan dan kesenian (Kultur und Kunst)                                                                           |
| 12                                        | salasiah pentadbiran kerajaan Melayu dahulu (Verwaltung ehemaliges Königreich)                                       |
| 13                                        | Stadium Malawati Shah Alam - sukan (Sport)                                                                           |
| 14                                        | bertemakan bidang-bidang korporat (Unternehmensfelder)                                                               |
| Kawasan Tengah 15–24 (Zentralregion)      | |
| 15                                        | alatan tangan (Handwerkzeuge)                                                                                        |
| 16                                        | perlombongan bijih timah (Zinnabbau)                                                                                 |
| 17                                        | jenis ikan (Fischarten)                                                                                              |
| 18                                        | tumbuhan di kawasan pantai (Küstenpflanzen)                                                                          |
| 19                                        | jenis pekerjaan di kawasan pantai (Berufe der Küstenregion)                                                          |
| 20                                        | jenis haiwan (Tierarten)                                                                                             |
| 21                                        | perkuburan (Friedhof)                                                                                                |
| 22                                        | Alam Prima, Alam Idaman, Alam Sanjung, Residensi Hijauan und Indah Alam – perusahaan (Unternehmen)                   |
| 23                                        | perusahaan (Unternehmen)                                                                                             |
| 24                                        | jenis sayur-sayuran (Gemüsearten)                                                                                    |
| Kawasan Selatan 25–36 (südliche Region)   | |
| 25                                        | Taman Sri Muda – nilai-nilai murni (reine Werte)                                                                     |
| 26                                        | daerah dan nama tempat di Selangor (Bezirke und Orte in Selangor)                                                    |
| 27 und 28                                 | Taman Alam Megah – nama tempat-tempat di sekitar Banting dan Gombak (Namen im Bereich Banting und Gombak)            |
| 29 und 30                                 | Jalan Kebun – Nama-nama Ketua Lorong di Jalan Kebun (Flurmeister in Jalan Kebun)                                     |
| 31                                        | Kota Kemuning – bunga anggerik sebagai Bunga Rasmi Shah Alam (Orchideen, offizielle Landesblume)                     |
| 32                                        | Bukit Rimau – sungai-sungai yang terdapat di Selangor (Flussnamen aus ealangor)                                      |
| 33                                        | jenis alatan muzik (Musikinstrumente)                                                                                |
| 34                                        | jenis bahagian dalam kereta (Innenausstattung von Autos)                                                             |
| 35                                        | Alam Impian – seni dan budaya (Kunst und Kultur)                                                                     |
| 36                                        | Sungai Kandis, Teluk Menegun, Desa Latania und Bukit Badak – Kuih tradisional (Traditionelle Malaysische nachspeise) |

## Institutionen

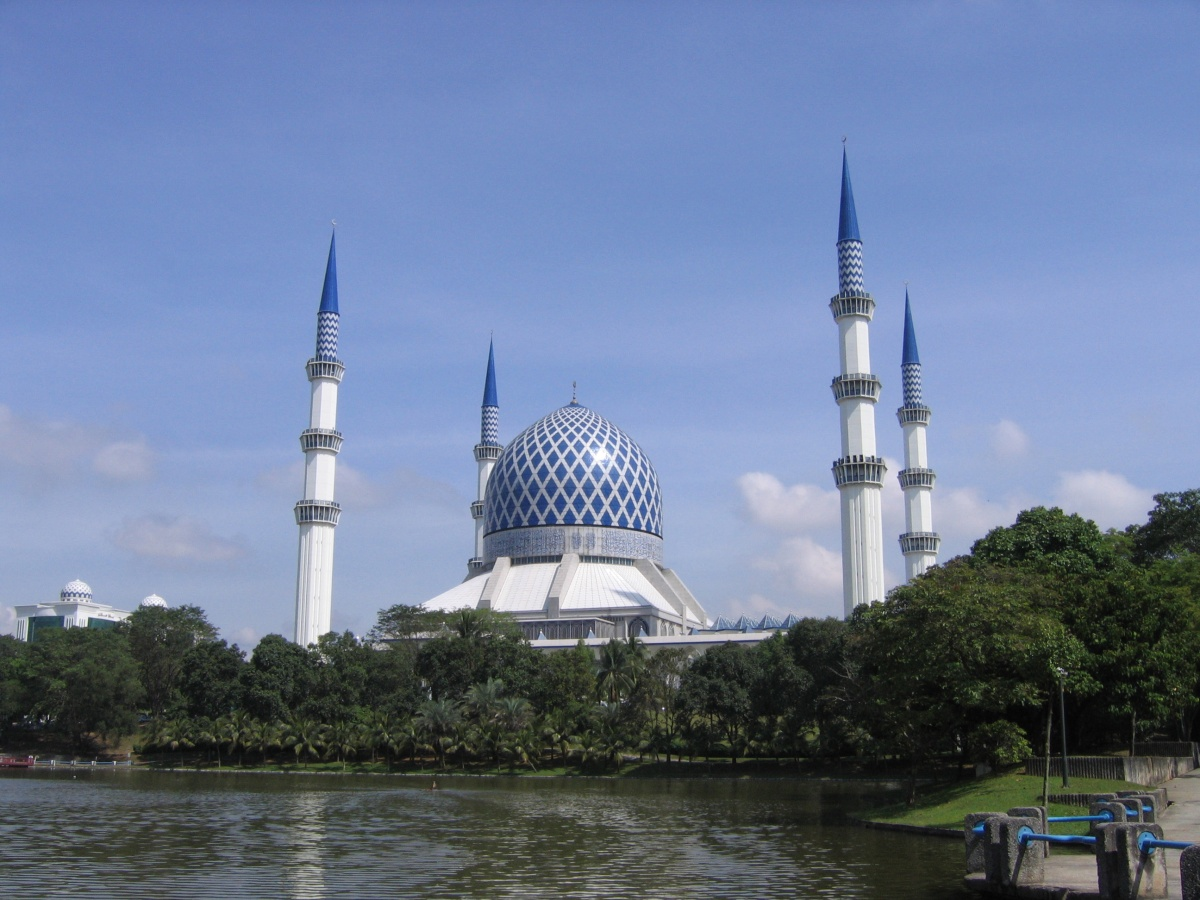
Moschee

- Berühmtestes Gebäude der Stadt ist die am 11. März 1988 fertiggestellte Sultan-Salahuddin-Abdul-Aziz-Moschee. Sie ist die größte Moschee in Malaysia.
- Multifunktions-Stadion, das Shah Alam Stadium, welches 80.372 Zuschauer fasst.[6][7]
- Universiti Teknologi MARA (UITM Universität)[8]
- Perpustakaan Tun Abdul Razak[9] (Universitätsbibliothek, benannt nach Abdul Razak dem 2. Premierminister Malaysias)
- International Education College
- University of Selangor[10]
- Standard and Industrial Research Institute of Malaysia (SIRIM)[11]
- Malaysia Institute for Supply Chain Innovation (MISI) eine gemeinsame Initiative des Massachusetts Institute of Technology (MIT) Regierung von Malaysia[12]
- Sultan Alam Shah Museum[13]

## Städtepartnerschaft
- Surabaya, Indonesien